# Brigade d'infanterie mécanisée nr. 11 (Espagne)
La Brigade d'infanterie mécanisée nr. 11 Extremadura  est une unité militaire espagnole de cavalerie. Son état-major est stationné à Botoa.
Elle comporte un régiment d'infanterie mécanisée à deux bataillons (le 6e régiment d'infanterie mécanisé Samoya) et un bataillon (le 3e bataillon d'infanterie mécanisée Alcántara). Elle comporte en outre un bataillon de chars de reconnaissance et les unités classiques d'appui et de soutien (artillerie, génie, transmissions, logistique).